# Mike Phiromphon
Mike Phiromphon (en tailandés: ไมค์ ภิรมย์พร, 8 de julio de 1966) es un actor y cantante tailandés. Se hizo famoso a partir de 1995.

## Biografía
Nacido el 8 de julio de 1966, nació en la provincia de Chang Udon Thani, es conocido en su país como el nombre de "Mike".

## Discografía

### Álbumes musicales
- 1995 - "Kan Lang Kor Lao" (คันหลังก็ลาว)
- 1996 - "Nam Ta Lon Bon Toe Jeen" (น้ำตาหล่นบนโต๊ะจีน)
- 1998 - "Ya Jai Khon Jon" (ยาใจคนจน)
- 2000 - "Nuei Mai Khon Dee" (เหนื่อยไหมคนดี)
- 2007 - "Yang Rak Kan Yoo Rue Plao" (ยังรักกันอยู่หรือเปล่า)
- 2018 - "Bon Thanon Sai Khon Dee" (บนถนนสายคนดี)
- 2019 - "Status Bor Koei Pliean" (สเตเตัสบ่เคยเปลี่ยน)